# Stor silverbryum
Stor silverbryum (Bryum funckii) är en bladmossart som beskrevs av Schwaegr.. Stor silverbryum ingår i släktet bryummossor, och familjen Bryaceae. Enligt den svenska rödlistan är arten starkt hotad i Sverige. Arten förekommer i Götaland, Gotland, Svealand och Nedre Norrland. Artens livsmiljö är jordbrukslandskap, stadsmiljö.